# Holopogon atripennis
Holopogon atripennis är en tvåvingeart som beskrevs av Werner Back 1909. Holopogon atripennis ingår i släktet Holopogon och familjen rovflugor. Inga underarter finns listade i Catalogue of Life.